# 阿見町立あさひ小学校
阿見町立あさひ小学校（あみちょうりつ あさひしょうがっこう）は、茨城県稲敷郡阿見町本郷1丁目にある公立小学校。

## 沿革
出典
- 2013年（平成25年）6月22日 - 第1回阿見町学校再編検討委員会開催。
- 2015年（平成27年）3月31日 - 阿見町立学校再編計画が決定する。
- 2016年（平成28年）11月7日 - 校舎起工。
- 2017年（平成29年）
  - 5月25日 - 第1回新小学校開校準備委員会開催。
  - 6月9日 - 学校名公募開始。
  - 7月7日 - 学校名公募終了。
  - 7月25日 - 新小学校開校準備委員会で学校名（案）が選定。
  - 8月25日 - 教育委員会定例会で学校名（案）が承認。
  - 9月28日 - 町議会定例会で阿見町立学校設置条例の一部改正が可決され、学校名が決定。
  - 11月28日 - 校章決定。
  - 11月30日 - 校舎竣工。
- 2018年（平成30年）
  - 1月25日 - 通学路決定。
  - 1月30日 - 校歌完成。
  - 2月9日 - 第1回入学生を対象とした入学説明会開催。
  - 3月7日 - 新小学校開校準備委員会終了。
  - 4月1日 - 開校。午前に開校式挙行し、午後に内覧会開催。

## 児童数
出典
| 学年 | 1年 | 2年 | 3年 | 4年 | 5年 | 6年 | 合計 |
| ---- | --- | --- | --- | --- | --- | --- | ---- |
| 学級 | 4   | 4   | 4   | 4   | 3   | 3   | 22   |
| 児童 | 134 | 123 | 136 | 132 | 143 | 106 | 774  |

- 2022年（令和4年）5月1日現在

## 通学区域と進学先中学校
出典

### 通学区域
「地区名（一部）」と記載されてる詳細な地域・地番については、阿見町教育委員会まで要問い合わせ。
- 住吉、二区北、二区南、一区（一部）、上本郷（一部）、本郷（一部）
- なお、阿見町と市町境線で接する土浦市荒川沖東2丁目では、本来の通学区域である土浦市立荒川沖小学校より、本校の方が近い地域もある。

### 進学先中学校
- 阿見町立朝日中学校

## 周辺
- 阿見町立本郷近隣公園 - 阿見町道をはさんで、校地南東側に隣接。
  - 本郷近隣公園以外の公園も点在。
- 陸上自衛隊朝日分屯地
- 阿見町本郷ふれあいセンター
- 阿見町役場うずら出張所
- 校地南側には、商業施設も点在する。
- また、校地の西側約420mほどには、土浦市との市町境線もある。

## アクセス
校地東側の正門まで
- JR東日本常磐線荒川沖駅（東口・土浦市）より、
  - 徒歩約1.7km弱・約25分。
  - 下述の関鉄バスに乗車し2分、「本郷ふれあいセンター」停留所下車後、徒歩。
- 関東鉄道バス「荒川沖・あみプレミアムアウトレット線」で、「本郷ふれあいセンター」停留所下車後、
  - あみプレミアム・阿見よしわら行のりばから、徒歩約365m・約6分。
  - 荒川沖駅東口行のりばから、徒歩約360m・約6分。